# 650. pehotni polk (Wehrmacht)
Za druge 650. polke glejte 650. polk.
650. pehotni polk (izvirno nemško Infanterie-Regiment 650) je bil eden izmed pehotnih polkov v sestavi redne nemške kopenske vojske med drugo svetovno vojno.

## Zgodovina
Polk je bil ustanovljen 20. marca 1940 na Poljskem kot polk 9. vala kot Landesschützen-Regiment Oberost iz štaba I. bataljona 10. deželnostrelskega polka ter XXVI/XVII, XVI./XII und XIII./IV. deželnostrelskih bataljonov.
10. junija 1940 je bila znotraj polka ustanovljena 650. stražna četa; z 641. in 642. stražno četo je bil ustanovljen stražni bataljon 650. pehotnega polka, ki je ostal na Poljskem.
30. junija istega leta je bil polk premeščen v WK IV in 1. avgusta 1940 razpuščen v Döbelnu. Polk je bil del 372. pehotne divizije.